# Stenandrium pilosulum
Stenandrium pilosulum är en akantusväxtart som först beskrevs av Joseph Blake, och fick sitt nu gällande namn av T.F. Daniel. Stenandrium pilosulum ingår i släktet Stenandrium och familjen akantusväxter. Inga underarter finns listade i Catalogue of Life.